# 厳於信
厳 於信（げん おしん、1987年1月28日 - ）は、中国中央電視台に所属する中国のニュースキャスター。

## 経歴
本籍は陝西省、出生は北京市。厳於信は中国伝媒大学と北京大学芸術学院を卒業した。2007年、台州広播電視総台（放送局）で実習した。2009年に中国中央電視台に入社し、報道番組アナウンス部に配属された。2011年8月7日から、『朝聞天下』のキャスターを務めていた。2020年9月23日、同局のメインニュース番組『新聞聯播』のアナウンサーに抜擢された。

## テレビ番組
- 『新聞聯播』
- 『朝聞天下』
- 『午夜新聞』